# Миодраг Чајетинац Чајка
Миодраг Чајетинац Чајка (Трстеник, 8. март 1921 — Стубал, код  Жиче, 20. јануар 1943) био је учесник Народноослободилачке борбе и народни херој Југославије.

## Биографија
Рођен је 8. марта 1921. у Трстенику. Као матурант гимназије у Крушевцу, у току школске 1938/39. приступио је Савезу комунистичке омладине Југославије (СКОЈ). Услед велике активности, већ наредне 1939. примљен је у чланство Комунистичке партије Југославије (КПЈ).
Након Априлског рата и окупације Југославије, 1941. био је један од водећих партијских руководилаца и организатора устанка у трстеничком срезу. Септембра 1941. ступио је у Расински партизански одред. Учествовао је у свим борбама одреда и истакао се као храбар борац и једна од најистакнутијих личности Народноослободилачког покрета (НОП) трстеничког краја.
Крајем 1941. и током 1942, у време када су услови за вођење Народноослободилачке борбе у Србији, били веома тешки, организовао је и успешно водио разне акције против окупатора. Јануара 1943. Друга чета Расинског партизанског одреда, под његовом командом, прешла је преко Западне Мораве и пребацила се на територију Трстеничког и Жичког среза са задатком да разбије снаге расинског четничког корпуса. Партизанска чета, која је бројала свега 35 бораца, успела је да разбије неколико четничких одреда.
Погинуо је 20. јануара 1943. у селу Стубал, на путу између Краљева и Трстеника, у борби која је његова чета водила са припадницима Српске државне страже и четницима. Поред њега, у овој борби погинуло је још осам партизана, шесторо је рањено, а шесторо нестало.
Указом председника ФНР Југославије Јосипа Броза Тита 7. јула 1953. проглашен је за народног хероја.
Основна школа у Трстенику носи његово име.